# Farní sbor Českobratrské církve evangelické ve Stříbře
Sbor Jakoubka ze Stříbra je sborem Českobratrské církve evangelické ve Stříbře. Sbor spadá pod Západočeský seniorát. Tvoří sdružení sborů se sborem v Černošíně.
Sbor byl založen v dubnu 1956.
Administrátorem sboru je farář Miroslav Hamari, kurátorem sboru Jan Pospíšil.

## Faráři sboru
- Jiří Melmuk (1956–1963)[1]
- Ludvík Svoboda (1963–1965)
- Marcela Čecháková (1965–2002)
- Daniel Matouš (2002–2014; sbor administrován)
- Luděk Korpa (2014–2016)
- Juliana Rampich Hamariová (2016–2021)